# Kaaps viooltje
Het Kaaps viooltje (Saintpaulia ionantha) is een plant uit de familie Gesneriaceae. De soort komt van nature voor in het Usambaragebergte in  Tanzania (vandaar de Duitse naam voor deze soort, Usambaraveilchen). In oostelijk Afrika komen nog ongeveer twintig soorten uit hetzelfde geslacht voor. De plant wordt als kamerplant toegepast.
De bloemen van de wilde soort zijn blauwpaars. Er zijn cultivars ontwikkeld met witte, roze, rode en tweekleurige bloemen. Het blad staat in rozetten en is gesteeld met verdiept liggende, glanzend donkergroene nerven, De planten zijn eenvoudig te vermeerderen, door een blad in stukjes te knippen van ongeveer 1 × 1 cm. Elk stuk dient een stuk nerf te bevatten. Als deze stukjes in vochtige aarde worden gelegd, zullen ze na enige tijd wortels vormen.